# إبراهيم كانتي
إبراهيم كانتي (بالفرنسية: Ibrahim Kante) هو لاعب كرة قدم مالي في مركز الدفاع، ولد في 20 يوليو 1981 في باماكو في مالي. لعب مع نيو إنغلاند ريفولوشن.

## وصلات خارجية
- إبراهيم كانتي على موقع الدوري الأمريكي (الإنجليزية)
- إبراهيم كانتي على موقع قاعدة بيانات كرة القدم.إي يو (الإنجليزية)